# Cornice Cantabrica

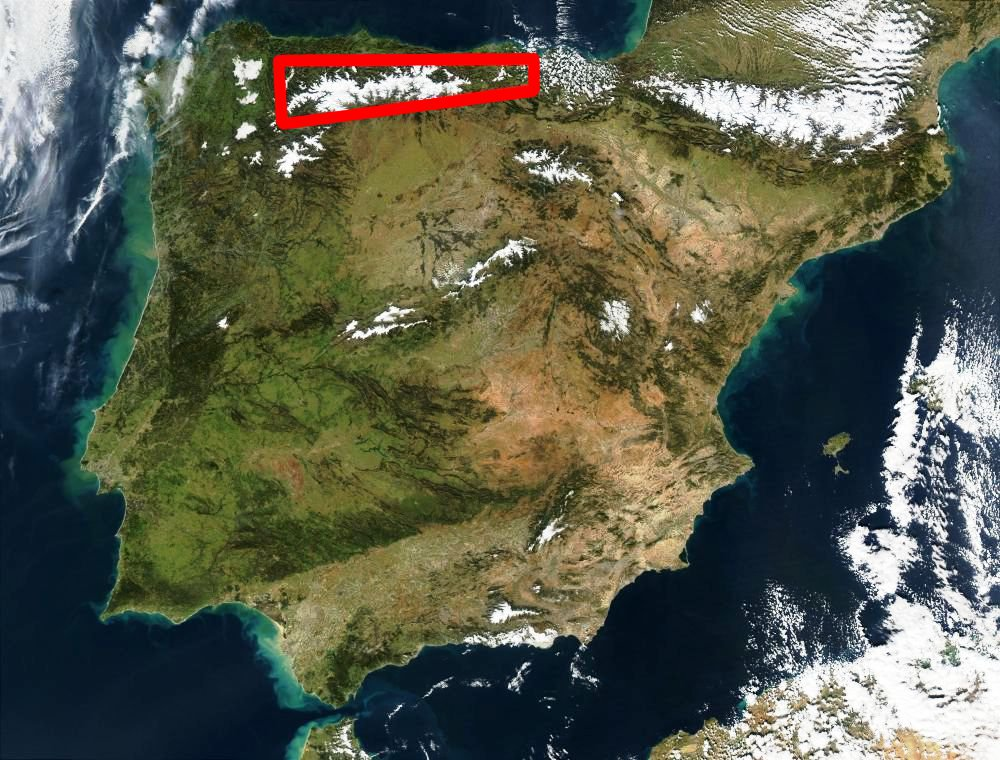
La cordigliera Cantabrica cerchiata in rosso

È conosciuta come cornice Cantabrica la cresta settentrionale della penisola iberica di fronte al Mar Cantabrico, delimitata a sud dalla Cordigliera Cantabrica che a sua volta copre la maggior parte della "Spagna umida", cioè la parte della Spagna che presenta un clima oceanico. Di marcata influenza atlantica , questo territorio è costituito dalle comunità autonome delle Asturie e della Cantabria, dalle province di Biscaglia e Gipuzkoa dei Paesi Baschi, parte della provincia di Lugo in Galizia, le province settentrionali di León, Palencia e Burgos in Castiglia e León e il nord-ovest della Navarra.

## Clima
Il clima di questa regione geografica è temperato e umido, di tipo oceanico, caratterizzato da una maggiore frequenza di venti settentrionali. La temperatura media annuale della zona è di 13 gradi e la differenza tra la temperatura massima dell'anno (agosto) e la temperatura minima (gennaio) è di 12. Ciò rende la regione della Cantabria l'area con l'escursione termica più bassa nella penisola iberica.
L'insolazione è di 1.700 ore di sole all'anno e la media delle precipitazioni è di 1.800 l/m² con una media di 150-200 giorni di pioggia all'anno.